# Detlef Michel
Detlef Michel, född 13 oktober 1955 i Berlin, är en före detta östtysk friidrottare som tävlade i spjutkastning.
Michels storhetstid var i början av 1980-talet och han vann oväntat VM-guld vid VM i Helsingfors då han slog världsrekordhållaren Tom Petranoff. Michel missade OS 1984 i Los Angeles på grund av östblockets bojkott. Förutom VM-guldet blev det två EM-medaljer.
Michels personliga rekord är på 96,72. Endast Uwe Hohn från Östtyskland och Petranoff har kastat längre med den typ av redskap som användes fram till 1986.